# Peter Cabus
Pour les articles homonymes, voir Cabus.
Peter Cabus, né à Malines (Belgique) le 27 juillet 1923 et mort à Malines le 11 novembre 2000, est un compositeur belge, également professeur de musique.